# Daniil Iljitsch Chomski
Daniil Iljitsch Chomski (russisch Даниил Ильич Хомский; englisch Daniel I. Khomskii; * 18. September 1938 in Leningrad; † 12. August 2024) war ein russischer Physiker.

## Leben
Chomski studierte bis 1962 an der Lomonossow-Universität Moskau. Ab 1965 arbeitete er in der theoretischen Abteilung des Lebedew-Instituts in Moskau, an der er 1969 seinen PhD erhielt und 1980 habilitierte. Ab 1992 war er Professor an der Universität Groningen in den Niederlanden. Nach seiner Emeritierung im Jahr 2003 wurde er Gastprofessor des Physikalischen Instituts der Universität zu Köln. Seit 2008 war er Fellow der American Physical Society.
Chomski starb 2024 im Alter von 85 Jahren und wurde auf dem Kölner Melaten-Friedhof beerdigt.

## Forschung
Chomski forschte an Quantenmaterialien, an Metall-Isolator-Übergängen, an Magnetismus, an der Supraleitung und an der Wechselwirkung zwischen Spin- und Orbitalfreiheitsgraden in komplexen Materialien. Um letztere zu beschreiben, entwickelte er zusammen mit dem russischen Physiker Kliment I. Kugel das „Kugel-Khomskii-Modell“ – ein Modell, das eine dynamische Kopplung beider Freiheitsgrade beinhaltet. Später arbeitete Chomski an den magnetischen Eigenschaften und der Orbitalordnung in Manganaten sowie an Ferroelektrika und Multiferroika. Besondere Bekanntheit erlangte er auch für die Zusammenarbeit mit einer Vielzahl experimentalphysikalischer Arbeitsgruppen.

## Schriften
- Transition Metal Compounds. Cambridge University Press, 2014.[9]